# Lei de combate à Violência Política Contra Mulher (Lei 14.192/2021)
Em 4 de agosto de 2021, foi promulgada a Lei 14.192/2021, a qual estabelece disposições para prevenir, reprimir e combater a violência política contra mulheres durante o período eleitoral e no exercício de direitos políticos e funções públicas. Originária do Projeto de Lei 349/2015, de autoria da deputada Rosângela Gomes, o texto foi aprovado pela Câmara dos Deputados em dezembro de 2020 e pelo Senado Federal em julho de 2021.
A lei traz pontos principais a serem observados: a) o combate a violência política contra a mulher, nos espaços e atividades relacionados ao exercício de seus direitos políticos e de suas funções públicas; a) estabelece normas para assegurar a participação de mulheres em debates eleitorais; e c) dispõe sobre o crime de divulgação de fato ou vídeo com conteúdo inverídico no período de campanha eleitoral.

## Inovações legislativas
Em seu texto, a Lei 14.192/2021 define como violência política contra as mulheres qualquer ato, comportamento ou omissão que visa impedir, dificultar ou limitar seus direitos políticos e/ou o exercício de sua função pública. Também promove modificações no Código Eleitoral para vedar a propaganda partidária que desabone a condição feminina, ou até mesmo incentive discriminação baseada no sexo.
Das suas principais inovações, é possível destacar:

### A garantia da participação política da mulher
Art. 2º Serão garantidos os direitos de participação política da mulher, vedadas a discriminação e a desigualdade de tratamento em virtude de sexo ou de raça no acesso às instâncias de representação política e no exercício de funções públicas. Parágrafo único. As autoridades competentes priorizarão o imediato exercício do direito violado, conferindo especial importância às declarações da vítima e aos elementos indiciários.

### A classificação da violência política de forma expressa
Art. 3º Considera-se violência política contra a mulher toda ação, conduta ou omissão com a finalidade de impedir, obstaculizar ou restringir os direitos políticos da mulher. Parágrafo único. Constituem igualmente atos de violência política contra a mulher qualquer distinção, exclusão ou restrição no reconhecimento, gozo ou exercício de seus direitos e de suas liberdades políticas fundamentais, em virtude do sexo.

## As alterações do código Eleitoral

### Propaganda eleitoral que gere discriminação da mulher éproibida(art. 243)
O art. 243 do Código Eleitoral elenca alguns tipos de propaganda que são proibidas.

A Lei nº 14.192/2021 acrescentou o inciso X, afirmando que é vedada a propaganda que gere discriminação da mulher em razão do seu gênero, cor, raça ou etnia:
Art. 243. Não será tolerada propaganda: (...) X - que deprecie a condição de mulher ou estimule sua discriminação em razão do sexo feminino, ou em relação à sua cor, raça ou etnia.

### Alterações no crime de divulgação de fatos inverídicos (art. 323 do CE)
O art. 323 do Código Eleitoral prevê o crime de divulgação de fatos inverídicos na propaganda (alterações grifadas):
Art. 323. Divulgar, na propaganda eleitoral ou durante período de campanha eleitoral, fatos que sabe inverídicos em relação a partidos ou a candidatos e capazes de exercer influência perante o eleitorado:    (Redação dada pela Lei nº 14.192, de 2021) Pena - detenção de dois meses a um ano, ou pagamento de 120 a 150 dias-multa.       
Parágrafo único. Revogado.     (Redação dada pela Lei nº 14.192, de 2021)
§ 1º Nas mesmas penas incorre quem produz, oferece ou vende vídeo com conteúdo inverídico acerca de partidos ou candidatos.    (Incluído pela Lei nº 14.192, de 2021)
§ 2º Aumenta-se a pena de 1/3 (um terço) até metade se o crime: (Incluído pela Lei nº 14.192, de 2021)
I - é cometido por meio da imprensa, rádio ou televisão, ou por meio da internet ou de rede social, ou é transmitido em tempo real;    (Incluído pela Lei nº 14.192, de 2021)

II - envolve menosprezo ou discriminação à condição de mulher ou à sua cor, raça ou etnia.    (Incluído pela Lei nº 14.192, de 2021)
Antes da Lei nº 14.192/2021 não era considerado como crime do art. 323 do CE divulgar fatos inverídicos fora da propaganda eleitoral. Exigia-se que essa divulgação tivesse ocorrido na propaganda. Após a Lei nº 14.192/2021: passou a ser crime divulgar os fatos inverídicos na propaganda eleitoral ou durante período de campanha eleitoral. Assim, não mais se exige que a divulgação tenha ocorrido na propaganda.

### Previsão de um novo crime eleitoral: violência política contra a mulher (art. 326-B)
A Lei nº 14.192/2021 acrescenta o art. 326-B ao Código Eleitoral prevendo novo tipo penal:
Art. 326-B. Assediar, constranger, humilhar, perseguir ou ameaçar, por qualquer meio, candidata a cargo eletivo ou detentora de mandato eletivo, utilizando-se de menosprezo ou discriminação à condição de mulher ou à sua cor, raça ou etnia, com a finalidade de impedir ou de dificultar a sua campanha eleitoral ou o desempenho de seu mandato eletivo. Pena - reclusão, de 1 (um) a 4 (quatro) anos, e multa.

## Alterações na Lei dos Partidos Políticos
A Lei nº 14.192/2021 inseriu o inciso X no art. 15 da Lei nº 9.096/95 (Lei dos Partidos Políticos), com a seguinte redação:
Art. 15. O Estatuto do partido deve conter, entre outras, normas sobre:ref>«L9096». www.planalto.gov.br. Consultado em 19 de junho de 2024</ref>
(...)

X - prevenção, repressão e combate à violência política contra a mulher.

## Vigência da Lei
A Lei nº 14.192/2021 passou a vigorar a partir de sua publicação em 05/08/2021. Os partidos políticos devem ajustar seus estatutos conforme estabelecido na Lei nº 14.192/2021 dentro do prazo de 120 dias, contados a partir da data de sua publicação.